# Hemihyalea utica
Hemihyalea utica är en fjärilsart som beskrevs av Druce 1897. Hemihyalea utica ingår i släktet Hemihyalea och familjen björnspinnare. Inga underarter finns listade i Catalogue of Life.